# Кондрашевська Лідія Іванівна
Лі́дія Іва́нівна Кондраше́вська (нар. 20 травня 1952 року, Смичин, Городнянський район, Чернігівська область — пом. 26 серпня 2008 року) — солістка-вокалістка Національної філармонії, народна артистка України.

## Біографія
1977 року закінчила Львівську державну консерваторію імені М. В. Лисенка з відзнакою. Лідія Іванівна почала свою діяльність у Рівненському музичному драматичному театрі, де виконувала провідні партії в музичних виставах. Пізніше працювала солісткою Національної опери України та Державного духового оркестру України, з 1986 року — солісткою Національної філармонії України.